# Nowe Rowiska
Nowe Rowiska est une localité polonaise de la gmina et du powiat de Skierniewice en voïvodie de Łódź.